# Dalia Muccioli
Annalisa Cucinotta (Cesenatico, 22 de mayo de 1993) es una ciclista profesional italiana. Debutó como profesional en 2012 tras ser 4.ª en el Campeonato Europeo en Ruta juvenil 2011. Sus mejores resultados como profesional en carreras profesionales los ha obtenido en el Campeonato de Italia en Ruta -medalla de oro en 2013 y medalla de plata en 2015-.

## Palmarés
2013
- Campeonato de Italia en Ruta

2015
- 3.ª en el Campeonato de Italia en Ruta

## Resultados en Grandes Vueltas
Durante su carrera deportiva ha conseguido los siguientes puestos en las Grandes Vueltas femeninas:
| Carrera | Carrera        | 2012 | 2013 | 2014 | 2015 | 2016 | 2017 | 2018 | 2019  |
| ------- | -------------- | ---- | ---- | ---- | ---- | ---- | ---- | ---- | ----- |
|         | Giro de Italia | —    | 29.ª | 44.ª | 68.ª | 68.ª | 88.ª | 43.ª | 107.ª |
|         | Tour de l'Aude | X    | X    | X    | X    | X    | X    | X    | X     |
|         | Grande Boucle  | X    | X    | X    | X    | X    | X    | X    | X     |

—: no participa

X: ediciones no celebradas

## Equipos
- BePink (2012-2014)
  - BePink (2012-2013)
  - Astana-BePink Women's Team (2014)
- Alé Cipollini (2015-2016)
- Valcar (2017-2019)
  - Valcar PBM (2017-2018)
  - Valcar Cylance Cycling (2019)